# Martin Spellman
Martin Spellman (Des Moines, 8 ottobre 1925 – Vancouver, 6 maggio 2020) è stato un attore statunitense, attivo come attore bambino tra il 1938 e il 1941.

## Biografia
Martin Spellman nacque a Des Moines (Iowa) nel 1925. Dopo che la famiglia si trasferì in California, a nove anni entrò negli studi della Metro-Goldwyn-Mayer (MGM) non come aspirante attore o per interesse per il cinema ma solo per guadagnarsi qualche soldo vendendo alle maestranze e agli attori la rivista settimanale Liberty. Nei due anni seguenti divenne una presenza così familiare negli Studi, che nel dicembre del 1937 come speciale regalo natalizio l'attore Clark Gable lo invitò a lavorare come comparsa nel film Arditi dell'aria. Il ragazzino si mostrò perfettamente a suo agio davanti alla macchina da presa, tanto da guadagnarsi un ruolo accreditato nel film La città dei ragazzi (1938), accanto a Spencer Tracy e Mickey Rooney. Da allora, per alcuni anni Spellman conobbe un'intensa carriera come attore bambino in numerose pellicole. Gli furono affidate anche alcune importanti parti da protagonista, al fianco di Jackie Cooper in Streets of New York (1939) e soprattutto con Jean Parker e James Dunn in Son of the Navy (1940), in quella che resta la sua migliore interpretazione.
Come nel caso di molti attori bambini la sua carriera si interruppe alla fine del 1941 con il passaggio all'adolescenza. Durante gli anni di guerra Spellman servì nell'aviazione militare come mitragliere, compiendo numerose missioni di bombardamento. Con il ritorno alla vita civile, si dedicò ad attività finanziarie, lavorando quindi nel settore delle assicurazioni d'auto. Riprese i panni di attore solo in una occasione, partecipando nel 1957 a un episodio della serie televisiva Dragnet.

## Filmografia
- Arditi dell'aria (Test Pilot), regia di Victor Fleming (1938) - non accreditato
- La città dei ragazzi (Boys Town), regia di Norman Taurog (1938)
- Gang Bullets, regia di Lambert Hillyer (1938) - non accreditato
- Sharpshooters, regia di James Tinling (1938)
- Santa Fe Stampede, regia di George Sherman (1938)
- I Am a Criminal, regia di William Nigh (1938)
- Lasciateci vivere! (Let Us Live), regia di John Brahm (1939)
- Streets of New York, regia di William Nigh (1939)
- Law of the Wolf, regia di Bernard B. Ray (1939)
- Beau Geste, regia di William A. Wellman (1939)
- Fangs of the Wild, regia di Bernard B. Ray (1939)
- Son of the Navy, regia di William Nigh (1940)
- Hold That Woman!, regia di Sam Newfield (1940)
- Meet the Chump, regia di Edward F. Cline (1941)
- The Big Boss, regia di Charles Barton (1941) - non accreditato
- Confessions of Boston Blackie, regia di Edward Dmytryk (1941) - non accreditato
- The Big Button, episodio della serie televisiva Dragnet (1957)